# Таємний додатковий протокол до Угоди про ненапад між Німеччиною та СРСР

Ліворуч: розділ сфер інтересів у Східній Європі за таємним додатковим протоколом. Праворуч: фактичні територіальні зміни до 1941 року

Таємний додатковий протокол до Договору про ненапад між Німеччиною та СРСР від 23 серпня 1939 року визначав «кордони сфер інтересів» сторін «у разі територіально-політичного перебудови областей, що входять до складу Балтійських держав (Фінляндія, Естонія, Латвія, Литва)», а також щодо Польської держави та Бессарабії (на той час у складі Королівства Румунія).
Метою Угоди, за твердженнями радянського керівництва, було забезпечення впливу Радянського Союзу в Східній Європі, а без секретного протоколу він не мав сенсу. Хоча протокол не був юридичною підставою для перекроювання східноєвропейських кордонів, він вирішив долю третіх країн і свідчить про співпрацю СРСР з нацистською Німеччиною в переділі Східної Європи .

## Передісторія
Вивчення радянських дипломатичних документів показує правоту тих авторів, які вважають, що таємний протокол був ініціативою СРСР та поступкою з боку Німеччини .
Ідея підписання таємного протоколу про розподіл сфер інтересів у Східній Європі була висловлена Йосипом Сталіним на початку переговорів із Йоахімом фон Ріббентропом 23 серпня 1939 року. Згідно з спогадами Володимира Павлова, який був на тій зустрічі особистим перекладачем Сталіна, Ріббентроп привіз лише текст основного договору, але Сталін, розуміючи, що Адольф Гітлер у цій ситуації буде згоден на будь-які поступки, раптом заявив: «До цього договору необхідні додаткові угоди, про які ми нічого ніде публікувати не будемо». Тут же, у кабінеті Сталіна, було складено текст протоколу, який відредагували, надрукували та підписали. Сталін кілька разів підкреслив, що ця суто секретна угода ніким і ніколи не має бути розголошена. Ці слова Павлова підтверджуються і Ріббентропом, який на Нюрнберзькому процесі , заявив, що Сталін обговорював «не можливість мирного врегулювання німецько-польського конфлікту в дусі пакту Бріана — Келлога», а дав зрозуміти, що якщо він не отримає половину Польщі та Балтійські країни ще без Литви з портом Лібава, то я можу відразу вилетіти назад".

## Положення протоколу
Згідно з протоколом, північний кордон Литви ставав кордоном сфер інтересів Німеччини та СРСР у балтійському регіоні. При цьому Литва отримувала Вільнюс (на той момент польський), а межа інтересів у Польщі проходила по річках Нарві, Віслі та Сяну.
Питання про незалежність Польщі, згідно з протоколом, могло «бути остаточно з'ясовано» пізніше, за згодою сторін.
СРСР підкреслював також інтерес до Бессарабії, а Німеччина — незацікавленість у ній.

## Історія опублікування

### Перші відомості про факт існування
Сам пакт був опублікований негайно після підписання, а інформація про таємний протокол трималася під грифом секретності. Проте вона просочилася в дипломатичні кола практично відразу. Вранці 24 серпня німецький дипломат Ганс фон Герварт повідомив свого американського колегу Чарльза Болена про весь зміст секретного протоколу .
Умови радянсько-німецьких угод містить і так звана «промова Сталіна на засіданні Політбюро 19 серпня 1939 року», текст якої був опублікований французьким інформаційним агентством « Гавас» у листопаді того ж року. Деякі дослідники вважають промову справжньою, інші заперечують її справжність. Однак аж до закінчення Другої світової війни ці відомості залишалися на рівні чуток, хоч і знайшли підтвердження подальшим розвитком подій.
22 червня 1941 року Адольф Гітлер виступив з промовою до німецького народу щодо вторгнення в СРСР і згадав, що сталося під час підписання пакту Молотова — Ріббентропа:
Поряд з урочистими запевненнями Німеччини в Москві щодо згаданих областей і країн — за винятком Литви — як німецьких політичних інтересів, що знаходяться поза межами, було досягнуто особливої угоди на випадок, якщо Англії дійсно вдасться втравити Польщу у війну проти Німеччини. Але також тут мало місце обмеження німецьких вимог, яке було не пропорційно можливостям німецької зброї.

Результати цього договору, підтримуваного мною та укладеного на користь німецького народу, були особливо важкі для німців, які живуть у порушених ним країнах.
30 липня 1941 року між СРСР та польським урядом в екзилі було підписано Угоду Сікорського-Майського в якій визначено, що:

Уряд СРСР визнає радянсько-німецькі договори 1939 року щодо територіальних змін у Польщі такими, що втратили чинність. Польський уряд заявляє, що Польща не пов'язана жодною угодою з якоюсь третьою стороною, спрямованою проти Радянського Союзу.

### На заході
Німецький оригінал тексту додаткового протоколу було знищено під час бомбардування Берліна в березні 1944 року, але його копія на мікрофільмі збереглася в документальному архіві МЗС Німеччини . Карл фон Леш, службовець МЗС, передав цю копію британському підполковнику Р. С. Томсону в травні 1945 року.
Публічно про таємні протоколи вперше заговорили на Нюрнберзькому процесі: обвинувачені збудували на цьому факті лінію захисту. Про цей договір говорив Ріббентроп, а захисник Гесса Зайдль отримав машинописну копію протоколу і спробував проголосити її, але йому було відмовлено під приводом, що він відмовився повідомити суд джерело отримання документа (пізніше у своїх спогадах він згадав, що отримав документи від американської розвідки). За кілька місяців Зайдль опублікував документ в американській провінційній газеті «St. Louis Post-Dispatch», але ця публікація залишилася непоміченою.
Широкої популярності документ набув у 1948 році, коли був опублікований у збірці Державного департаменту США «Нацистсько-радянські відносини. 1939—1941 роки» . Крім того, збірка містила німецьке та німецько-радянське дипломатичне листування, в якому були прямі посилання на таємні домовленості . Цей факт дозволив багатьом дослідникам провести аналогії між політикою СРСР та політикою нацистського Третього рейху і для звинувачення Радянського Союзу в співучасті у розв'язанні Другої світової війни .
У зв'язку з цим, питання про таємні протоколи (до Договору про ненапад і Договору про дружбу і кордон) набуло важливого політичного значення.

### У СРСР
У СРСР існування таємних протоколів категорично заперечувалося. За словами керівника апарату президента СРСР Валерія Болдіна, вони зберігалися в особистому сейфі Сталіна, а надалі — в архіві ЦК КПРС.
У 1948 році, у відповідь на публікацію збірки Держдепартаменту США «Nazi-Soviet relations», Радінформбюро опублікувало книгу «Фальсифікатори історії», в якій висувалися зустрічні звинувачення країнам Заходу та містилися твердження про фінансування Німеччини англійськими та американськими фінансовими колами у 1930-ті роки. На відміну від видання Держдепартаменту США, яке було збіркою архівних документів, радянське видання — це авторський текст. У ньому не було наведено жодного документа повністю і кілька в незначних витримках. Існування таємного протоколу заперечувалося В'ячеславом Молотовим до самої смерті, про що він неодноразово говорив у бесідах з письменником Феліксом Чуєвим. Утім, Микита Хрущов у своїх мемуарах, надиктованих у другій половині 1960-х років і опублікованих на Заході на початку 1970-х років визнавав наявність секретних положень у договорі з Німеччиною:

Щодо угоди з Німеччиною, то вона була в нас опублікована не повністю. Була опублікована лише та частина, у якій говорилося, що ми домовилися про ненапад. Але, окрім цього, були пункти, які стосувалися польської території та наших нових західних кордонів. Польща втрачала незалежність, що не було застережено в тексті, проте випливало з його духу: вона перетворювалася на німецький протекторат. Отже, наш кордон межував уже не з Польщею, а з Німеччиною. Я особисто всього тексту угоди не бачив, але знаю це з інформації від Сталіна після підписання угоди. З документу випливало також наше ставлення до Литви, Латвії, Естонії, Фінляндії та Бессарабії. Доля цих територій також була обумовлена, причому ця частина також не була опублікована.

Питання про Пакт Молотова — Ріббентропа і, особливо, про таємний додаток до нього було піднято в СРСР під час перебудови, насамперед через тиск з боку Польщі . Для вивчення питання було створено спеціальну комісію на чолі з секретарем ЦК КПРС Олександром Яковлєвим. 24 грудня 1989 року З'їзд народних депутатів СРСР, заслухавши наведені Яковлєвим висновки комісії, прийняв резолюцію, в якій засудив протокол (зазначивши відсутність оригіналів, але визнавши його справжність, ґрунтуючись на графологічній, фототехнічній та лексичній експертизі копій, та відповідності їх змісту наступним подіям) . Тоді ж уперше в СРСР було опубліковано текст таємних протоколів (за німецьким мікрофільмом — «Питання історії», № 6, 1989 року).
Радянський оригінал протоколу зберігався в Загальному відділі ЦК КПРС (нині Архів Президента РФ), Особлива папка, пакет № 34. За словами історика Лева Безименського, вміст цього пакета приховувався Михайлом Горбачовим, який знав про його існування ще з 1987 року, причому Горбачов, за словами його керівника справами Валерія Болдіна, натякав йому, що бажано знищити цей документ .
Після розсекречення архіву пакет № 34 був виявлений у жовтні 1992 року колишнім заступником начальника Головного політичного управління генерал-полковником Дмитром Волкогоновим, після чого протокол разом з рештою документів пакета було представлено громадськості на прес-конференції та опубліковано в газетах. Перша наукова публікація відбулася в першому числі часопису «Нова та новітня історія» за 1993 рік .
У червні 2019 року фонд «Історична пам'ять» вперше опублікував радянський оригінал Договору про ненапад між СРСР та Німеччиною від 1939 року, відомого як пакт Молотова — Ріббентропа; також було опубліковано таємний додатковий протокол до договору .

## Юридична характеристика
Неможливо оцінювати «Таємний додатковий протокол» поза контекстом «Угоди про ненапад між Німеччиною та Радянським Союзом». Хоча протокол не був юридичною підставою для перекроювання східноєвропейських кордонів, він вирішив долю третіх країн і свідчить про співпрацю СРСР з Німеччиною в переділі Східної Європи. Тим більше що, як зазначає С. З. Случ, для Сталіна кордон «сфери інтересів» означав майбутній кордон СРСР. Як вважає В. Я. Сіполс, пакт визначив взаємні інтереси Німеччини та СРСР. Перша була зацікавлена в окупації Польщі до «лінії 4 рік», а друга — у зупинці вермахту якнайдалі від існуючих кордонів та у приєднанні Західної України та Західної Білорусії.
Оцінки юридичного боку власне угоди (без протоколу) є суперечливими. На думку одних істориків, Угода про ненапад сама по собі (без протоколу) не містить нічого незвичайного і є типовим договором про ненапад, приклади яких багато в тодішній європейській історії (див., наприклад, аналогічний пакт між Німеччиною та Польщею) . Тобто пакт без додаткового протоколу був спрямований на запобігання війні та стримування агресії від третіх сторін.
О. А. Пронін дотримується іншої думки, вказуючи на те, що в угоді був відсутній пункт, який скасовує його дію у разі, якщо одна зі сторін здійснить агресію (такий пункт був присутній у більшості договорів про ненапад, укладених СРСР). Таким чином, пакт і без додаткового протоколу не стримував агресію, але був спрямований проти третіх країн з боку держав, які його підписали, — СРСР та Німеччини. Проте О. А. Пронін також зазначає, що угода тісно пов'язана із таємним протоколом і не може оцінюватися окремо від нього. Власне додатковий протокол оцінюється Проніним як юридично неправомірний, оскільки стосувався третіх країн.
Слід також зазначити, що Верховна Рада і Рейхстаг не були ознайомлені з текстом «Таємного додаткового протоколу», він не був ратифікований парламентами підписаних сторін і де-юре був, значення де-факто, таким чином, лише особистою угодою Сталіна та Гітлера (що ніяк не змінювало його значення де-факто, так як і той, й інший володіли необмеженою тоталітарною владою й уособлювали собою свої держави; щодо Гітлера це декларувалося і законами 1933—1934 рр.). У Постанові З'їзду народних депутатів СРСР від 24 грудня 1989 року за № 979-1 «Про політичну та правову оцінку радянсько-німецької угоди про ненапад від 1939 року» зазначено:

6. З'їзд констатує, що переговори з Німеччиною щодо таємних протоколів велися Сталіним та Молотовим потай від радянського народу, ЦК ВКП(б) та всієї партії, Верховної Ради та Уряду СРСР, ці протоколи були вилучені з процедур ратифікації. Таким чином, рішення про їх підписання було по суті та формою актом особистої влади і ніяк не відображало волю радянського народу, який не несе відповідальності за цю змову.

7. З'їзд народних депутатів СРСР засуджує факт підписання «таємного додаткового протоколу» від 23 серпня 1939 року та інших таємних домовленостей із Німеччиною. З'їзд визнає таємні протоколи юридично неспроможними та недійсними з моменту їх підписання.

Протоколи не створювали нової правової бази для взаємин Радянського Союзу з третіми країнами, але були використані Сталіним та його оточенням для пред'явлення ультиматумів та силового тиску на інші держави з порушенням взятих перед ними правових зобов'язань.

- Таємні додаткові протоколи додавались і до "Договору про дружбу та кордон між СРСР та Німеччиною ", підписаного 28 вересня 1939 року
- Радянська окупація Західної України та Західної Білорусії
- Приєднання Бессарабії та Північної Буковини до СРСР
- Радянська окупація балтійських країн
- Європейський день пам'яті жертв сталінізму та нацизму